# Tempestade solar de 1989
A tempestade solar de março de 1989 ocorreu como parte de tempestades solares severas a extremas durante o início e meados de março de 1989, sendo a mais notável uma tempestade geomagnética que atingiu a Terra em 13 de março. Esta tempestade geomagnética causou uma interrupção de nove horas no sistema de transmissão de eletricidade da Hydro-Québec. O tempo de início foi excepcionalmente rápido. Outras tempestades solares historicamente significativas ocorreram mais tarde em 1989, durante um período muito ativo do ciclo solar 22.

## Tempestade geomagnética e auroras
Acredita-se que a tempestade geomagnética que causou este evento seja o resultado de dois eventos separados conhecidos como ejeções de massa coronal (EMC) em 10 e 12 de março de 1989. Poucos dias antes, em 6 de março, também ocorreu uma grande erupção solar de classe X15. Vários dias depois, às 01:27 UT de 13 de março, uma forte tempestade geomagnética atingiu a Terra. A tempestade começou com auroras extremamente intensas nos polos e que chegaram a serem vistas tão ao sul quanto o Texas e a Flórida. Como isto ocorreu durante a Guerra Fria, algumas pessoas ficaram preocupadas que um primeiro ataque nuclear pudesse estar em andamento. Outros consideraram incorretamente que as auroras intensas estavam associadas à missão do ônibus espacial STS-29, que foi lançada em 13 de março às 9h57.
A tempestade também causou interferência significativa na rede elétrica dos Estados Unidos.
Ocorreram grandes interrupções nas comunicações . A explosão causou interferência de rádio de ondas curtas, incluindo a interrupção dos sinais de rádio da Rádio Europa Livre para a Rússia. À medida que a meia-noite chegava e passava, uma massa de partículas carregadas e elétrons na ionosfera fluía de oeste para leste, induzindo poderosas correntes elétricas no solo.
Alguns satélites em órbitas polares perderam o controle por várias horas. As comunicações do satélite meteorológico GOES foram interrompidas, causando a perda de imagens meteorológicas. O satélite de comunicação TDRS-1 da NASA registrou mais de 250 anomalias causadas pelo aumento de partículas fluindo para seus componentes eletrônicos sensíveis. O ônibus espacial Discovery estava no ar no momento e sofreu um mau funcionamento no sensor: um sensor em um dos tanques que forneciam hidrogênio para uma célula de combustível mostrou leituras de pressão anormalmente altas em 13 de março. O problema desapareceu depois que a tempestade solar diminuiu.

## Apagão de energia em Quebec

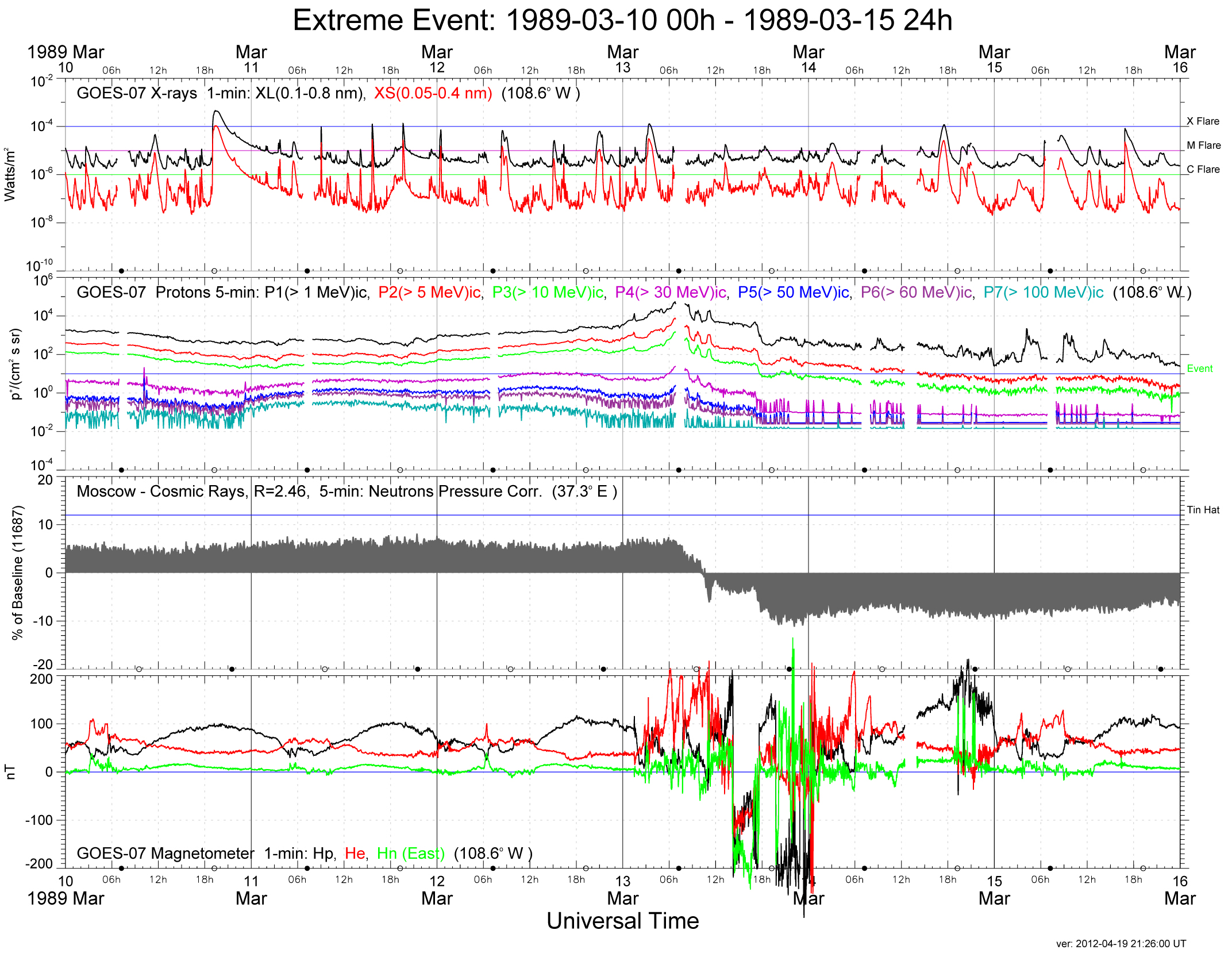
O GOES-7 monitora as condições climáticas espaciais durante a Grande Tempestade Geomagnética de março de 1989. O monitor de nêutrons de Moscou registrou a passagem de uma CME como uma queda nos níveis conhecida como diminuição de Forbush.

As variações no campo magnético da Terra dispararam disjuntores na rede elétrica da Hydro-Québec. As linhas de transmissão muito longas da concessionária e o fato de a maior parte da província de Quebec, no Canadá, estar situada sobre uma grande camada de rocha impediram que a corrente fluísse pela terra, encontrando um caminho menos resistente ao longo das linhas de energia de 735 kV.
A rede de James Bay ficou offline em menos de 90 segundos, dando a Quebec a sua segunda grande queda de energia em 11 meses. A queda de energia durou nove horas e forçou a empresa a implementar várias estratégias de mitigação, incluindo aumentar o nível de disparo, instalar compensação em série em linhas de ultra-alta tensão e atualizar vários procedimentos operacionais e de monitoramento. Outras empresas de serviços públicos na América do Norte, no Norte da Europa e noutros locais implementaram programas para reduzir os riscos associados às correntes induzidas geomagneticamente (CIG).

## Militares
Uma das poucas operações militares impactadas relatadas publicamente foi o componente do Exército Australiano da força de paz das Nações Unidas (ONU), que estava destacado na Namíbia na época. A tempestade ocorreu no momento em que os elementos avançados do contingente chegaram à Namíbia, mas acredita-se que os efeitos duraram semanas. A contribuição australiana para a UNTAG dependia fortemente das comunicações de rádio de alta frequência (HF), que foram severamente impactadas.

## Consequências
Em 16 de agosto de 1989, outra tempestade causou a paralisação de todas as negociações na Bolsa de Valores de Toronto quando três unidades de disco rígido redundantes falharam.
Desde 1996, tempestades geomagnéticas e erupções solares são monitoradas pelo satélite Observatório Solar e Heliosférico (SOHO), um projeto conjunto da NASA e da Agência Espacial Europeia (ESA). Tempestades geomagnéticas extremas foram registradas em 2003 e 2024, ambas provocando auroras boreais no sul da Flórida. Devido a sérias preocupações de que as concessionárias não conseguiram definir padrões de proteção e não estão preparadas para uma tempestade solar severa como o Evento Carrington, em 2013, a Comissão Federal de Regulamentação de Energia (FERC) ordenou que a North American Electric Reliability Corporation (NERC) criasse padrões que exigiriam que as redes elétricas fossem protegidas contra tempestades solares e que os equipamentos fossem continuamente testados para possíveis efeitos de tempestades solares. Após uma conferência técnica e comentários públicos, a regra final que as concessionárias devem usar para testar equipamentos e direcionar pesquisas futuras foi publicada em setembro de 2016.
O acidente nuclear de Fukushima em 2011 levou a Comissão Reguladora Nuclear a examinar a suficiência dos sistemas de refrigeração das barras de combustível usadas armazenadas nas centrais nucleares, actualmente consideradas vulneráveis a cortes de energia a longo prazo, que também podem ser causados pelo clima espacial, por impulsos electromagnéticos (PEM) de explosões nucleares de alta altitude ou por ataques cibernéticos. 